# Joachim von Düben den äldre
Joachim von Düben den äldre, född 22 augusti 1671 i Stockholm, död där 30 november 1730, var en svensk friherre (från 1731 postumt greve) och ämbetsman; hovkansler och riksråd. 

## Biografi

### Tidiga år
Han var son till Gustaf Düben den äldre och Emerentia Standaert från Nederländerna vars far var verksam som vinhandlare och värdshusvärd i Stockholm. Han var bror till Gustaf, Emerentia och Anders von Düben den yngre.

### Karriär
von Düben inträdde 1694 i kungliga kansliet och följde Karl XII till Polen och Ryssland. Han tillfångatogs vid Perevolotjna 1709. Han blev vid sitt frigivande och återkomsten till Sverige 1719 statssekreterare, 1723 hovkansler och från 1727 fram till sin död riksråd och kansliråd. Han var fram till dess Arvid Horns pålitligaste och dugligaste anhängare i rådskammaren och kansliet. Ett framträdande drag hos von Düben var hans pietistiska religiositet, som han, som många andra svenska fångar, tillägnat sig under fångenskapsåren. 
Han utgav 1725 anonymt efter tyska förebilder Uthwalde andelige sånger, i vilken ingår första översättningen av Paul Gerhardts sommarpsalm I denna ljuva sommartid. Han översatte även verk av Samuel von Pufendorf och Nicolas Boileau.

### Familj
von Düben gifte sig 1719 med Margareta Spegel (1688–1760), dotter till ärkebiskop Haqvin Spegel i Uppsala stift och Anna Schultin. De fick tillsammans barnen Fredrik von Düben (1720–1723), kammarfröken Ulrika Eleonora von Düben (1722–1758) som var gift med riksrådet och överstemarskalken greve Nils Adam Bielke, presidenten Carl Wilhelm von Düben (1724–1790) och kammarjunkaren Joakim von Düben (1725–1770) i Kammarkollegium.

## Psalmer
- I denna ljuva sommartid nummer 200 i Den svenska psalmboken 1986. Finns på Wikisource.